# Панайотов, Александр Сергеевич
Алекса́ндр Серге́евич Панайо́тов (укр. Олександр Сергiйович Панайотов; род. 1 июля 1984, Запорожье) — украинский и российский певец, композитор, поэт и автор-исполнитель. Финалист музыкального реалити-шоу «Народный артист» на телеканале «Россия» (2003). Победитель 6 сезона телешоу «Маска» в образе Вождя на телеканале «НТВ» (2025).

## Биография

### Ранние годы
Родился 1 июля 1984 года в городе Запорожье (УССР). Отец, Сергей Петрович Панайотов, работал строителем, а мать, Ирина Николаевна Панайотова — поваром.
В 7 лет поступил в гуманитарный класс многопрофильной школы №62 города Запорожье, в 9 лет впервые вышел на школьную сцену с песней Е. Крылатова «Прекрасное далёко».
В возрасте 10 лет поступил в детскую музыкальную школу № 2 города Запорожье ЗДМШ-№ 2. Занимался в молодёжной вокальной студии популярной музыки «Юность» под руководством заслуженного работника культуры Владимира Артемьева.
Первое публичное выступление Александра Панайотова состоялось 1 июня 1997 года на концерте, посвящённом Всемирному Дню защиты детей на Центральной городской площади города Запорожья. Он исполнил песню из репертуара украинского певца Александра Пономарёва «З ранку до ночi» («С утра до ночи»).
После окончания средней и музыкальной (с красным дипломом) школ поступил в Киевский государственный колледж эстрадного и циркового искусств на отделение эстрадного вокала, но не окончил его, потому что активно участвовал в разных музыкальных конкурсах.

### Карьера
В 15 лет выступал с собственным репертуаром на различных конкурсах. Наиболее известные песни — «Окольцованная птица» и «Літній дощ» («Летний дождь»). Авторы этих песен также занимались в студии «Юность».
В 2002 году уехал в Москву с целью попробовать свои силы на телевизионном проекте — «Стань звездой» на телеканале «Россия», где дошёл до финала.
Вернувшись в Киев, поступил в Киевский национальный университет культуры и искусств и в том же году создал группу «Альянс», в которой участвовали ещё четыре музыканта.
В 2003 году участвовал в телевизионном конкурсе «Народный артист», проходившем на телеканале «Россия». В финале конкурса занял второе место и подписал семилетний контракт с продюсерами Евгением Фридляндом и Кимом Брейтбургом. В компании финалистов конкурса отправился во всероссийский тур.
С 2005 года участвует в отборах на конкурс песни «Евровидение», однако победить в этих отборах ему не удалось.
- В 2005 году в дуэте с Алексеем Чумаковым занял пятое место на открытом отборе Первого канала с песней «Балалайка».
- В 2007 году в дуэте с Алексеем Чумаковым стал вторым на закрытом отборе с песней «Не моя».
- В 2008 году уступил всего два балла Диме Билану с песней «Crescent and Cross»[7].
- На украинском отборе в 2009 году с песней «Супергерой» занял второе место, уступив шесть баллов Светлане Лободе.
- В 2010 году выставил на конкурс композицию «Maya Showtime», но стал шестым.

В рамках сотрудничества с компанией FBI Music записал два альбома: «Леди дождя» (2006) и «Формула любви» (2010).
С марта 2011 года по окончании семилетнего контракта с компанией FBI Music стал независимым артистом.
Живёт и работает в России, гастролирует в российских регионах, Украине, Белоруссии, Прибалтике, Израиле, США, Испании, Германии, Франции и других странах Евросоюза.
В 2011 году дублировал одного из главных героев (Джеймс Марсден в роли Фреда) в комедии «Бунт ушастых».
В декабре 2013 года вышел альбом «Альфа и Омега».
5 июля 2014 года на сцене концертного зала «Мир» была представлена сольная программа, посвящённую своему 30-летию. В октябре вышел официальный релиз DVD концерта.

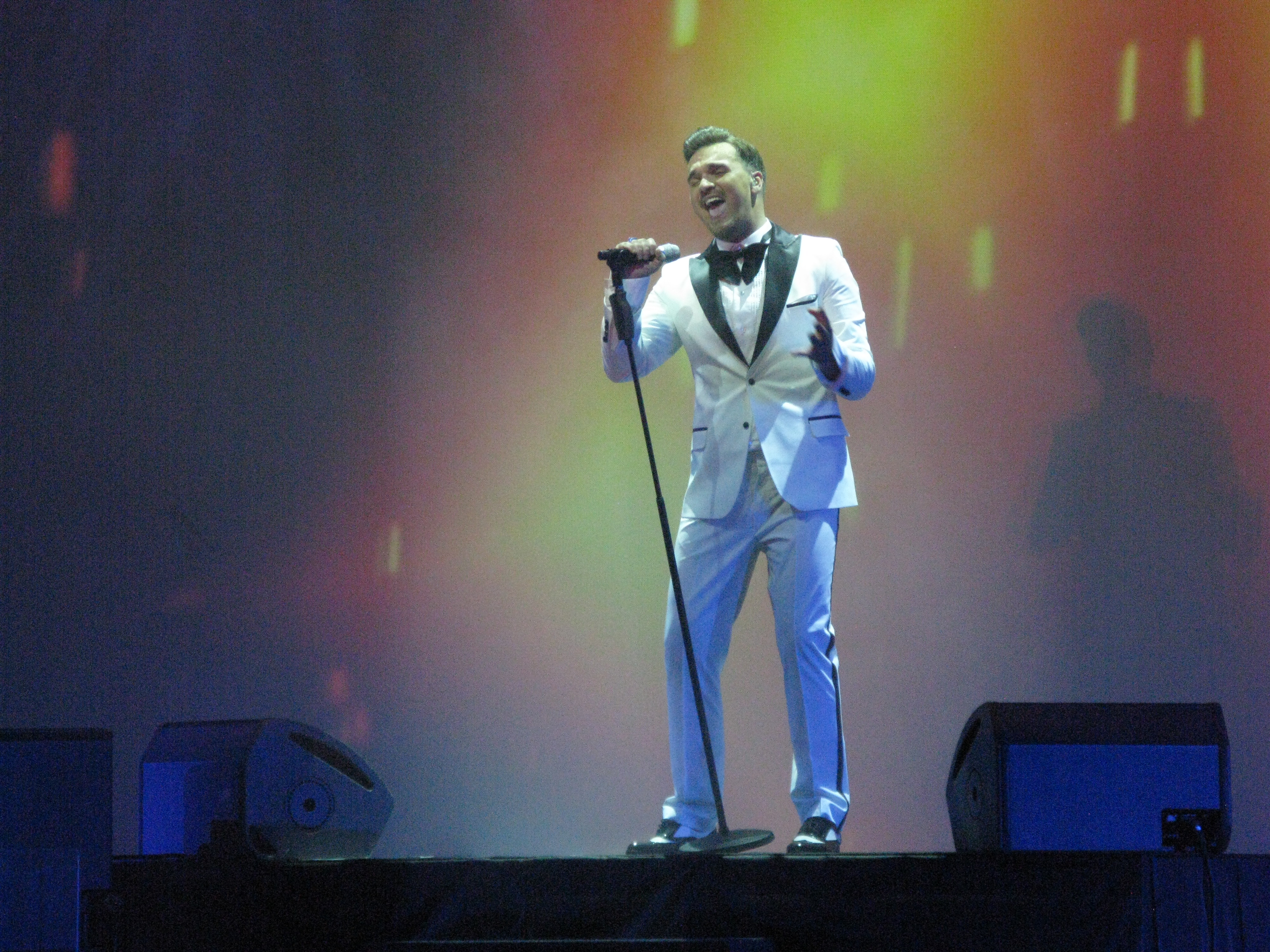
5 июля 2014 года. Сольный концерт в КЗ «Мир»

6 мая 2015 года Панайотов выступил в сопровождении оркестра Олега Лундстрема в Нью-Йорке в зале Генеральная Ассамблея ООН, где прошёл концерт по итогам торжественного заседания Генеральной Ассамблеи ООН, посвящённой 70-летию окончания Второй мировой войны.
23 сентября 2016 года появился в эфире 5-го сезона музыкального шоу «Голос». К нему повернулись все наставники, Панайотов сделал выбор в пользу Григория Лепса и стал финалистом команды Лепса. 30 декабря 2016 года занял второе место в шоу, уступив в финале Дарье Антонюк. По окончании шоу продолжил сотрудничество с наставником и его продюсерским центром — подписал с Григорием Лепсом партнёрское соглашение сроком на 5 лет.
8 марта 2017 года впервые выступил с сольным концертом в Crocus City Hall с программой «Непобедимый», а затем с этой программой отправился в тур по России и ближнему зарубежью.
В 2018 году исполнил композицию «Большая белая», которая стала официальным саундтреком к документальной картине «Большой белый танец» (режиссёр Кристина Козлова и соавтор фильма Валдис Пельш).

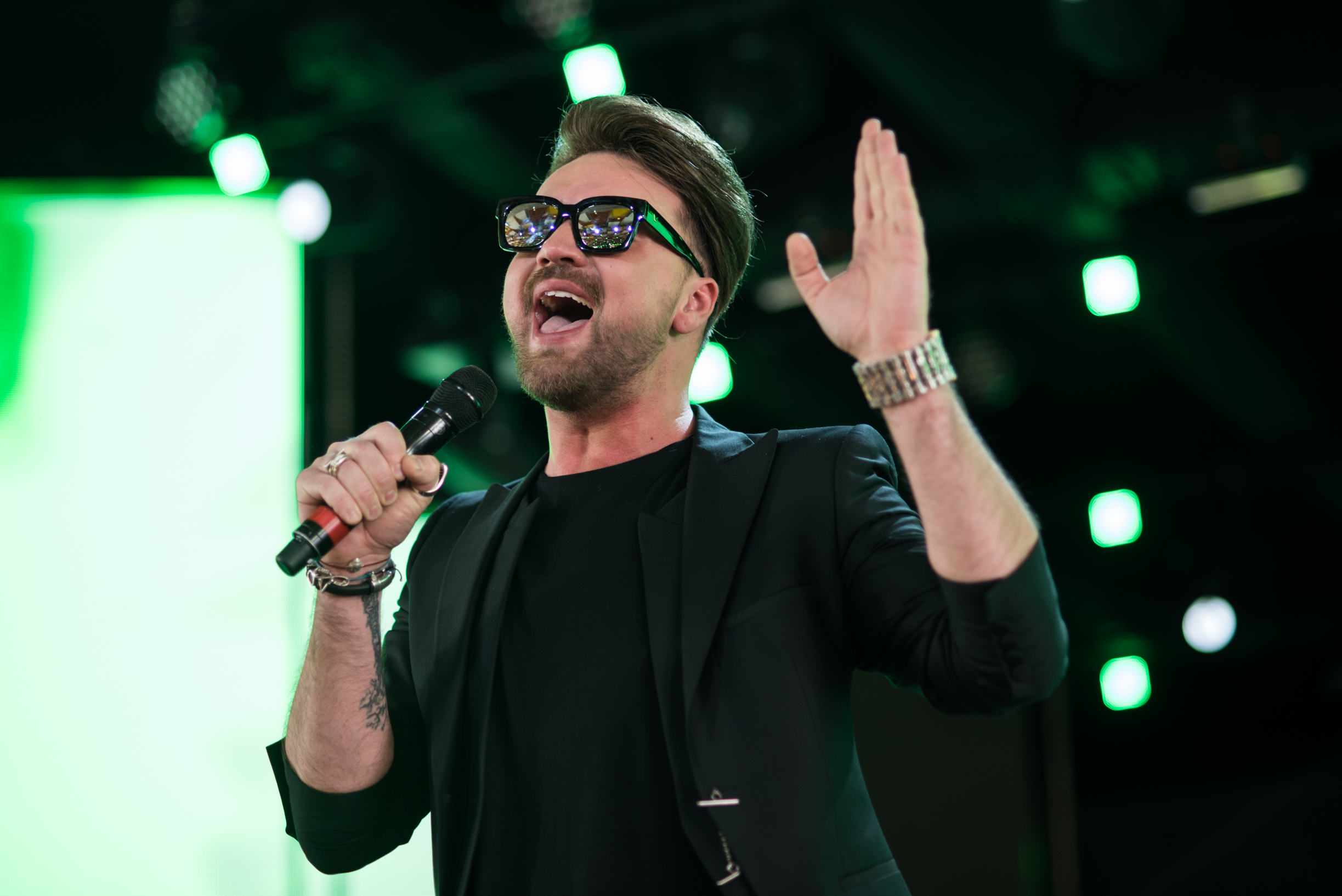
Панайотов на фестивале «Лайма. Рандеву. Юрмала 2017»

1 декабря 2018 года получил диплом фестиваля «Песня года» за песню «Ночь на облаках».
28 февраля 2019 года получил специальную премию «Высокая нота» по версии газеты «Московский Комсомолец» на премии «ZD AWARDS-2019».
В феврале 2019 года стал участником проекта Первого канала — «Главная роль», стал полуфиналистом шоу.
В 2020 году был возможным из 5 кандидатов, представляющих Россию на конкурсе «Евровидение-2020» в Роттердаме.
14 февраля 2021 года стал участником пятого сезона шоу перевоплощений «Точь-в-точь» на Первом канале, где и занял пятое место. Он перевоплощался в Элвиса Пресли, Александра Градского, Софию Ротару, Джорджа Майкла, Муслима Магомаева, Лучано Паваротти, Стиви Уандера, Басту, Фрэнка Синатру и Филиппа Киркорова.
В 2021 году снялся в 4 сезоне сериала «ИП Пирогова».
В 2022 году стал участником шоу Первого канала «Фантастика» в образе Сталкера. ‍В одном шаге от победы закончил своё участие в проекте, исполнив в финале «The Show Must Go On».
В 2023 году участвовал  в качестве члена жюри супер сезона проекта «Ты супер!» на телеканале «НТВ».
В 2025 году участвовал в  6 сезоне шоу  «Маска» на телеканале «НТВ» в образе Вождя и занял 1 место (победил).

### Личная жизнь
Супруга — Екатерина Коренева, с которой состоит в браке с 2017 года, в настоящее время является директором певца.

## Санкции
25 декабря 2022 года, на фоне российского вторжения на Украину, внесён в санкционный список Украины «за посещение оккупированных территорий после вторжения, участие в пропагандистских концертах, публичную поддержку войны и режима Путина». Предполагается блокировка активов на территории страны, приостановка выполнения экономических и финансовых обязательств, прекращение культурных обменов и сотрудничества, лишение украинских госнаград.

## Работы

### Студийные альбомы
| №                   | Название                                                                 | Длительность |
| ------------------- | ------------------------------------------------------------------------ | ------------ |
| 1.                  | «Леди дождя»                                                             | 3:56         |
| 2.                  | «Arrivederci»                                                            | 4:13         |
| 3.                  | «Киев-Москва»                                                            | 3:20         |
| 4.                  | «Цветы под снегом» (совм. с Ларисой Долиной)                             | 4:21         |
| 5.                  | «Балалайка» (совм. с Алексеем Чумаковым)                                 | 3:03         |
| 6.                  | «Только да»                                                              | 3:42         |
| 7.                  | «Лунная мелодия» (совм. с Ларисой Долиной)                               | 3:49         |
| 8.                  | «Серые глаза»                                                            | 3:22         |
| 9.                  | «На краю»                                                                | 3:16         |
| 10.                 | «Я тебе не верю»                                                         | 3:29         |
| 11.                 | «Голос»                                                                  | 4:14         |
| 12.                 | «Необыкновенная» (совм. с Алексеем Чумаковым & Русланом Алехно)          | 3:49         |
| 13.                 | «Скажите, девушки» (совм. с Неаполитанским ансамблем им. Н.Д. Мисаилова) | 3:03         |
| Общая длительность: | Общая длительность:                                                      | 45:37        |

| №                   | Название                               | Длительность |
| ------------------- | -------------------------------------- | ------------ |
| 1.                  | «Она»                                  | 3:18         |
| 2.                  | «Формула любви»                        | 3:15         |
| 3.                  | «Angel Like You»                       | 3:51         |
| 4.                  | «Без тебя»                             | 3:29         |
| 5.                  | «Супергерой»                           | 3:11         |
| 6.                  | «Небо в твоих глазах»                  | 3:22         |
| 7.                  | «Когда звёзды тают»                    | 4:26         |
| 8.                  | «Снег»                                 | 4:00         |
| 9.                  | «In My Heart»                          | 3:00         |
| 10.                 | «Мечта»                                | 3:55         |
| 11.                 | «Всё или ничего»                       | 3:05         |
| 12.                 | «Половинки лета»                       | 3:36         |
| 13.                 | «Hunter» (совм. с Натальей Поволоцкой) | 4:05         |
| 14.                 | «Формула любви» (Alex Menco Mix)       | 3:16         |
| Общая длительность: | Общая длительность:                    | 47:89        |

| №                   | Название                          | Длительность |
| ------------------- | --------------------------------- | ------------ |
| 1.                  | «Новый день»                      | 4:03         |
| 2.                  | «Напополам»                       | 4:05         |
| 3.                  | «За горизонт»                     | 4:04         |
| 4.                  | «Полетим»                         | 4:03         |
| 5.                  | «Где ты?»                         | 3:38         |
| 6.                  | «Нереальная»                      | 4:05         |
| 7.                  | «Я рисую»                         | 3:18         |
| 8.                  | «На свет»                         | 4:44         |
| 9.                  | «Альфа и Омега»                   | 6:39         |
| 10.                 | «In To Your Heart» (feat. Gayana) | 4:47         |
| Общая длительность: | Общая длительность:               | 42:06        |

### Мини-альбомы
| Название               | Информация                                                                       | Примечание |
| ---------------------- | -------------------------------------------------------------------------------- | --- |
| Песни военных лет — EP | - Релиз: 25 мая 2019 - Лейбл: Alexander Panayotov - Формат: Цифровая дистрибуция | \| № \| Название \| Длительность \| \| ------------------- \| ------------------------- \| ------------ \| \| 1. \| «Давай закурим» \| 4:20 \| \| 2. \| «Первым делом самолёты» \| 2:45 \| \| 3. \| «Три года ты мне снилась» \| 4:43 \| \| 4. \| «Тёмная ночь» \| 4:51 \| \| Общая длительность: \| Общая длительность: \| 15:59 \| |
| №                      | Название                                                                         | Длительность |
| 1.                     | «Давай закурим»                                                                  | 4:20 |
| 2.                     | «Первым делом самолёты»                                                          | 2:45 |
| 3.                     | «Три года ты мне снилась»                                                        | 4:43 |
| 4.                     | «Тёмная ночь»                                                                    | 4:51 |
| Общая длительность:    | Общая длительность:                                                              | 15:59 |

### Сборники
- 2001 — Слухай@zp.ua (первый диск с авторской песней А. Панайотова — «Літній дощ»)
- 2004 — Народный артист 1
- 2004 — Народный артист 2
- 2004 — Финальный концерт проекта в Кремле (DVD)
- 2005 — Балалайка
- 2005 — Народный артист
- 2005 — Народный артист Необыкновенный
- 2006 — Мальчишник
- 2006 — Все звёзды поют песни Кима Брейтбурга
- 2006 — «Фабрика звёзд» против «Народного артиста»

### Официальные синглы
| Год  | Название | Альбом        |
| ---- | --- | ------------- |
| 2005 | «Необыкновенная» (совм. с Алексеем Чумаковым & Русланом Алехно)                                                                                              | Леди дождя    |
| 2005 | «Балалайка» (совм. с Алексеем Чумаковым) | Леди дождя    |
| 2007 | «Голос» | Леди дождя    |
| 2010 | «Формула любви» | Формула любви |
| 2011 | «Till Tomorrow» | без альбома   |
| 2012 | «Снег» | Формула любви |
| 2012 | «Нереальная» | Альфа и Омега |
| 2013 | «Где ты?» | Альфа и Омега |
| 2013 | «За горизонт» | Альфа и Омега |
| 2013 | «Альфа и Омега» | Альфа и Омега |
| 2015 | «Сами» | без альбома   |
| 2015 | «Обещаю» (совм. с Сашей Спилберг) | без альбома   |
| 2015 | «Телефон» | без альбома   |
| 2016 | «Непобедимый» | без альбома   |
| 2017 | «Чувствовать тебя» | без альбома   |
| 2017 | «Зачем тебе я?» | без альбома   |
| 2018 | «Ночь на облаках» | без альбома   |
| 2018 | «Именами» | без альбома   |
| 2019 | «Исключительно твой» | без альбома   |
| 2020 | «#СПАСИБОДОКТОРАМ» (совм. со Стасом Михайловым & EMIN'ом feat. Слава, Любовь Успенская, Николай Басков, Наргиз, Brandon Stone, Artik & Asti & Ирина Дубцова) | без альбома   |
| 2020 | «Миллионы» | без альбома   |
| 2021 | «Лучший город Земли» (совм. с Филиппом Киркоровым & Зарой feat. Бедрос Киркоров)                                                                             | без альбома   |

### Другие синглы / промо-синглы
- 2009 — «Superhero»
- 2011 — «Так не могло быть» (feat. Ассорти)
- 2012 — «Every Little Things» (совм. с Алексеем Чумаковым)
- 2013 — «Не оставляй меня» (feat. Алексей Чумаков & Сосо Павлиашвили)
- 2013 — «Не моя» (совм. с Алексеем Чумаковым)
- 2013 — «Лунная мелодия» (feat. Лариса Долина)
- 2013 — «Два короля Брейтбург и Кавалерян (совм. с Премьер-министр & Алексеем Чумаковым feat. Ассорти & Алексей Гоман)
- 2014 — «Дай мне руку» (feat. Лариса Долина)
- 2014 — «Ванильное небо»
- 2015 — «Гимн России» (совм. с Русланом Алехно feat. Алексей Гоман)
- 2015 — «Лабиринт» (feat. Ксана Сергиенко)
- 2017 — «Занавес»
- 2018 — «Чёрные нити»
- 2018 — «Небеса»
- 2018 — «Светофоры»
- 2018 — «Небо в твоих глазах»
- 2018 — «Если ты вернёшься»
- 2018 — «Дилайла» (совм. с Алексеем Чумаковым & Алексеем Гоманом)
- 2018 — «Небо и земля»
- 2018 — «Как глубока твоя любовь» (совм. с Алексеем Чумаковым & Натальей Поволоцкой)
- 2018 — «Аривидерчи»
- 2019 — «Вайбы»
- 2019 — «Внутривенная»
- 2021 — «Зима»
- 2022 — «Смотри в меня»
- 2022 — «Я буду всегда с тобой»
- 2023 — «Вуду»
- 2023 — «Вечность»
- 2024 — «Море внутри»

## Видеоклипы
- 2005 — Необыкновенная (с Р. Алехно, А. Чумаковым)
- 2005 — Балалайка (с А. Чумаковым)
- 2007 — Голос
- 2010 — Формула любви
- 2011 — Till Tomorrow
- 2012 — Снег
- 2012 — Нереальная
- 2013 — Где ты?
- 2013 — За горизонт
- 2013 — Альфа и Омега
- 2015 — Сами
- 2015 — Обещаю (совместно с Сашей Спилберг)
- 2015 — Телефон
- 2016 — Непобедимый
- 2017 — Чувствовать тебя
- 2017 — Зачем тебе я?
- 2018 — ПУТЕводная звезда (в составе Putin Team)
- 2018 — Ночь на облаках
- 2018 — Именами
- 2018 — Метель (в золотом составе участников шоу «Голос» всех лет и «Голос Дети»)
- 2019 — Песни военных лет
- 2019 — Исключительно твой
- 2020 — Спасибо докторам (совместно с Николаем Басковым, Стасом Михайловым, EMIN, Славой, Artik & Asti, Ириной Дубцовой, Любовь Успенской, Наргиз, Brandon Stone)
- 2020 — Миллионы
- 2021 — Лучший город Земли (совместно с Филиппом Киркоровым, Бедросом Киркоровым, Зарой)

## Награды
- 2003 — внесён в «Красную книгу Запорожья» (Червона книга Запоріжжя)[8]
- 2006 — награждён Золотой медалью «Во имя жизни на Земле» (г. Москва)[24]
- 2007 — награждён Орденом «Служение искусству» (г. Москва)
- 2010 — награждён Орденом «Пламенеющее сердце» (г. Москва)
- 2011 — награждён Орденом «Чароитовая звезда» «Молодое дарование России» (г. Гаага, Нидерланды)[8]
- 2017 — награждён ежегодной национальной премией «Событие года» в номинации «Самый востребованный артист года» (Москва)[8]
- 2017 — награждён ежегодной премией Fashion People Awards-2017 в номинации «Возвращение года» (Москва)[8]
- 2018 — награждён ежегодной премией Moda Topical Style Awards 2018 в номинации «Голос Года» (Москва)[8]
- 2018 — награждён ежегодной премией Fashion People Awards-2018 в номинации «Певец года» (Москва)[8]
- 2024 — награждён ежегодной премией Fashion Beauty Awards 2024 в номинации «Beauty Idol» (Москва)[8]

Премии музыкальных конкурсов
У А. Панайотова следующие достижения в музыкальных конкурсах:
- 2000 — III Всеукраинский благотворительный детский фестиваль «Черноморские игры» (Скадовск), гран-при
- 2000 — «Славянский базар», III место (Витебск, Беларусь)
- 2000 — «Азовские паруса», I место (Азов)
- 2001 — Фестивали «Золотой шлягер», I место (Могилёв)
- 2001 — «Дискавери», II место (Варна, Болгария)
- 2001 — «Море друзей», I место (Ялта)
- 2001 — «Конкурс артистов эстрады», II место (Киев)
- 2002 — «Песни Вильнюса», I место (Литва)
- 2003 — «Народный артист», II место (телеканал «Россия»)
- 2016 — «Голос»-5, II место («Первый канал»)
- 2017 — «ZD Award 2016», номинация «Возвращение года»
- 2018 — «ZD Award 2017», номинация «Певец года»
- 2019 — «ZD Award 2018», специальный приз «Высокая нота»
- 2021 — «Золотой граммофон» за песню «Миллионы» («Русское радио»)[25]
- 2022 — «Фантастика», II место в образе «Сталкер» («Первый канал»)
- 2024 — «Золотой граммофон» за песню «Вечность» («Русское радио»)
- 2025 — «Маска»-6, I место в образе «Вождь» (телеканал «НТВ»)